# Батуджая

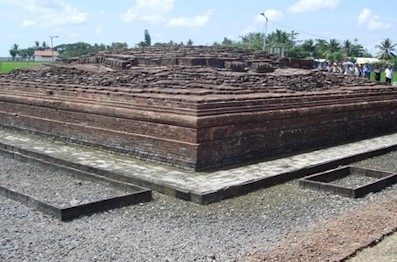
Храм Джива в археологическом комплексе Батуджай

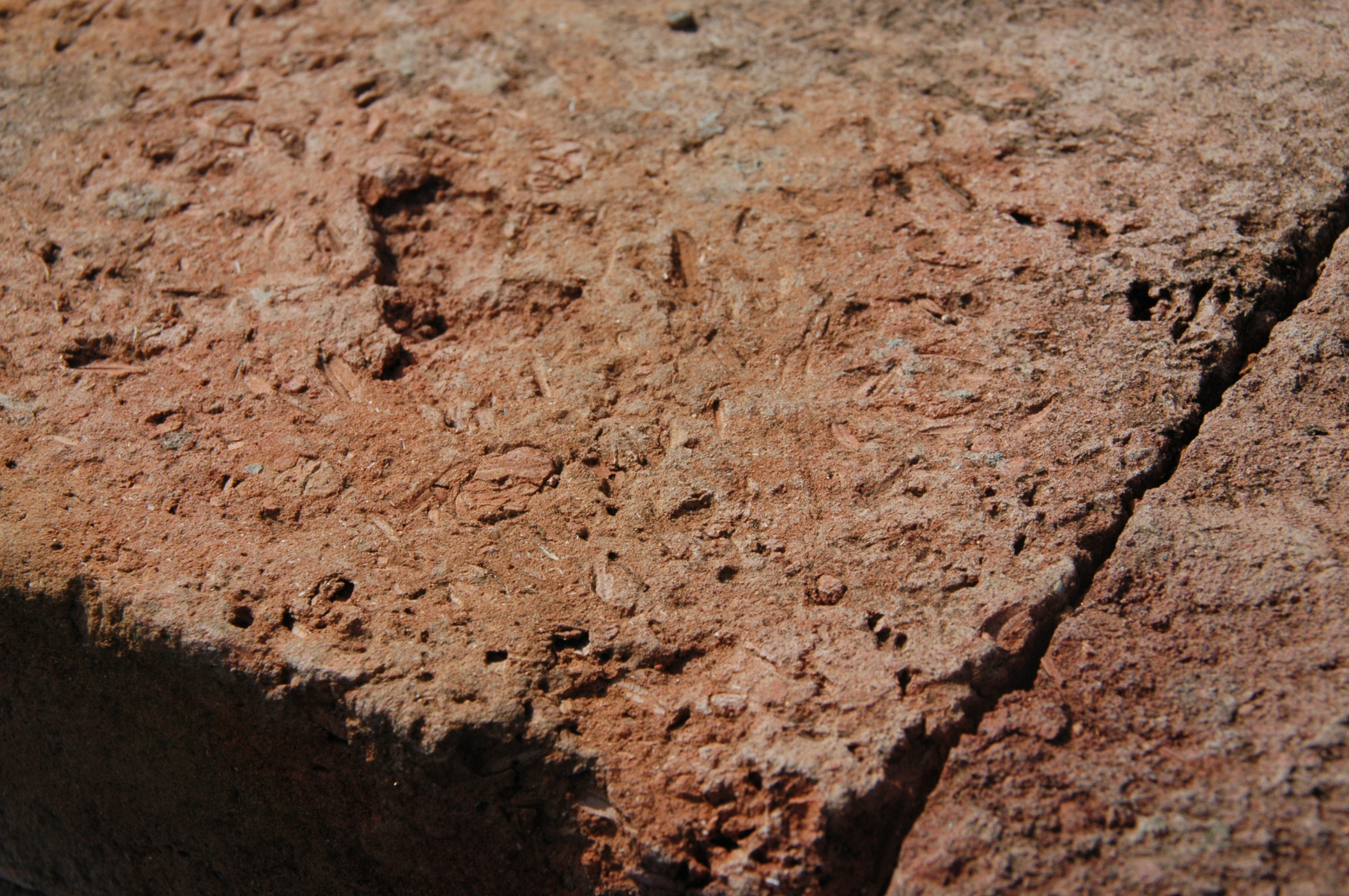
Храмы в Батуджая были построены из кирпича с рисовой шелухой

Батуджая — место археологических раскопок (археологический сайт), расположенное в деревне Батуджая, Караванг в Западной Яве, Индонезия. Площадь участка составляет пять квадратных километров, и он включает не менее 30 структурных объектов  в том, что сунданцы называют хунюр или унур (высокие насыпи земли, состоящие из артефактов). Унур похож на манапо, найденное при археологических раскопках Муара Джамби.

## Структура сайта
Сайт был обнаружен и исследован археологами из Университета Индонезии в 1984 году. С тех пор при раскопках было обнаружено 17 унур, из которых три в форме бассейнов. Найденные структуры сделаны из кирпича, состоящего из смеси глины и рисовой шелухи, а не вулканической породы, которую трудно найти в Батуджае. Две найденные постройки выполнены в форме храмов, один из которых, известный как Храм Джива, был восстановлен. По словам доктора Тони Джубиантоно, главы Агентства археологии Бандунга, Джива была построена во 2-м веке.
Поскольку местные индонезийские правительства не поддерживают сайт, американский автоконцерн «Форд» предоставляет средства для исследований и раскопок комплекса Батуджая в рамках своих грантов на сохранение и охрану окружающей среды.
Передовые технологии были применены для строительства некоторых полов и других частей храма, которые требуют упрочнения из неармированного бетона с мраморными камнями, а некоторые из храмов также покрыты достаточно толстой штукатуркой.

## История
Открытие этого археологического памятника было важным, так как он находится на территории Таруманагара, старейшего индуистско-буддийского королевства в Индонезии; На Западной Яве отсутствуют остатки древних храмов. До открытия в Западной Яве были обнаружены только четыре храма, а именно: храм Чанкуан (в Гаруте), храм Ронггенг, храм Памарикан и храм Пананджунг (в Чиамисе).
Предварительные исследования в Дживе показали, что храм был построен между пятым и шестым веками. Оценка основана на надписях, найденных на многочисленных вотивных табличках, обнаруженных в этом районе, маленьких глиняных табличках с надписями и изображениях Будды, используемых в молитве. Профессор Будихартоно, старший антрополог из Университета Индонезии, предложил провести анализ пыльцы для изучения как палеоэкологии, так и культурных данных, включая данные о диете и обработке пищи.
На месте раскопок и вокруг него также обнаружены фрагменты глиняной посуды культуры Буни, что свидетельствует о том, что доисторическая культура глины Буни, распространенная по всему северному побережью Западной Явы, была предшественницей культуры Батуджая.
В апреле 2019 года комплекс был объявлен индонезийским национальным культурным достоянием.